# Улица Вокечю
У́лица Во́кечю (Немецкая улица, лит. Vokiečių gatvė) — одна из древнейших улиц в Старом городе Вильнюса; упоминается в письменных источниках с 1576 года. В XV—XVI веках она была одной из самых красивых и главных улиц города с каменными двух- и трёхэтажными домами. В советское время носила название Музеяус (Музейная; лит. Muziejaus gatvė). Протянувшись широкой дугой, соединяет перекрёсток улиц Траку, Доминикону и Вильняус с перекрёстком улиц Диджёйи и Руднинку у Ратуши и Центра современного искусства.

## Характеристика
Длина около 360 м. Посередине улицы устроен бульвар с фонтаном, скамейками и велосипедной дорожкой. По правую сторону его движение автотранспорта от Ратуши и улицы Диджёйи в северном направлении двухстороннее, от перекрёстка улиц Траку, Доминикону и Вильняус по левую сторону — в одном направлении, в сторону перекрёстка с улицей Руднинку. В 2015 году готовился проект реконструкции улицы.

## История

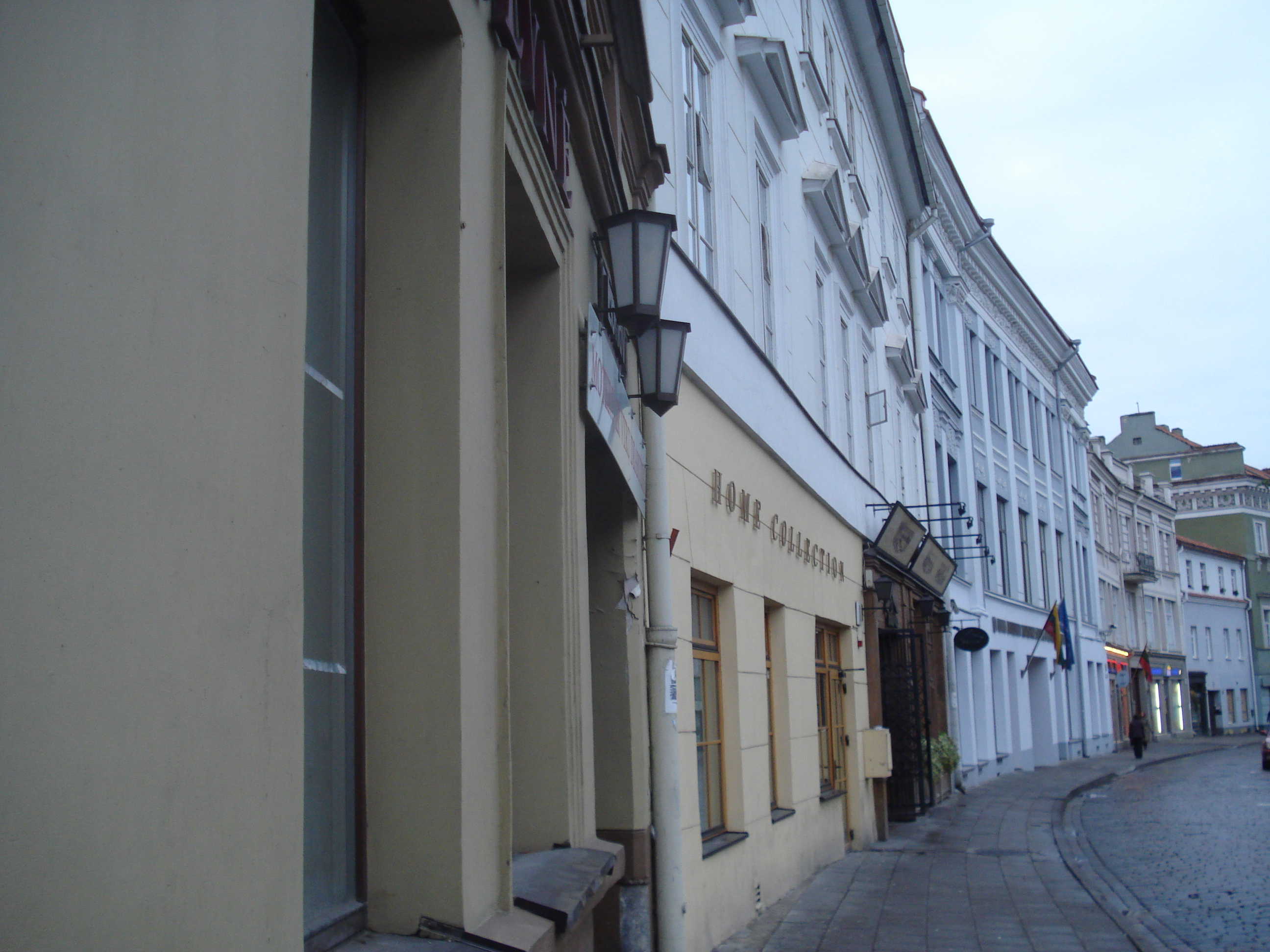
Чётная сторона Вокечю

Со времён Гедимина в этой части города селились купцы и ремесленники из ганзейских городов . С давних времён и до Второй мировой войны улица была торговым центром города. Крупные магазины обычно занимали нижние этажи выходящих на улицу домов, а мелкие лавки устраивались в подворотнях и во дворах. Уже в XVI веке в домах Немецкой улицы появились первые деревянные водопроводные трубы. Здесь располагался Виленский монетный двор.

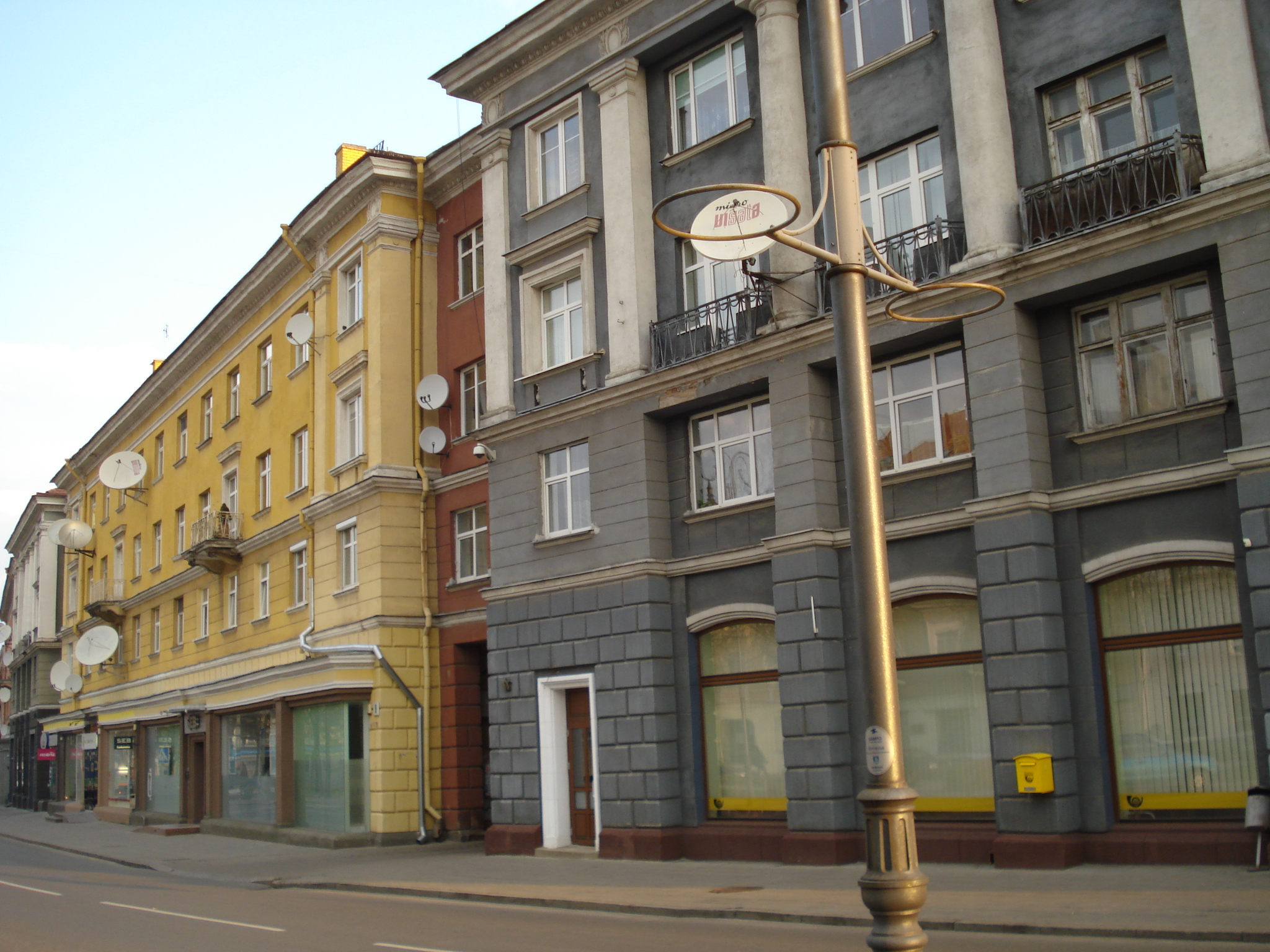
Вокечю 5 и 7 (правая сторона улицы)

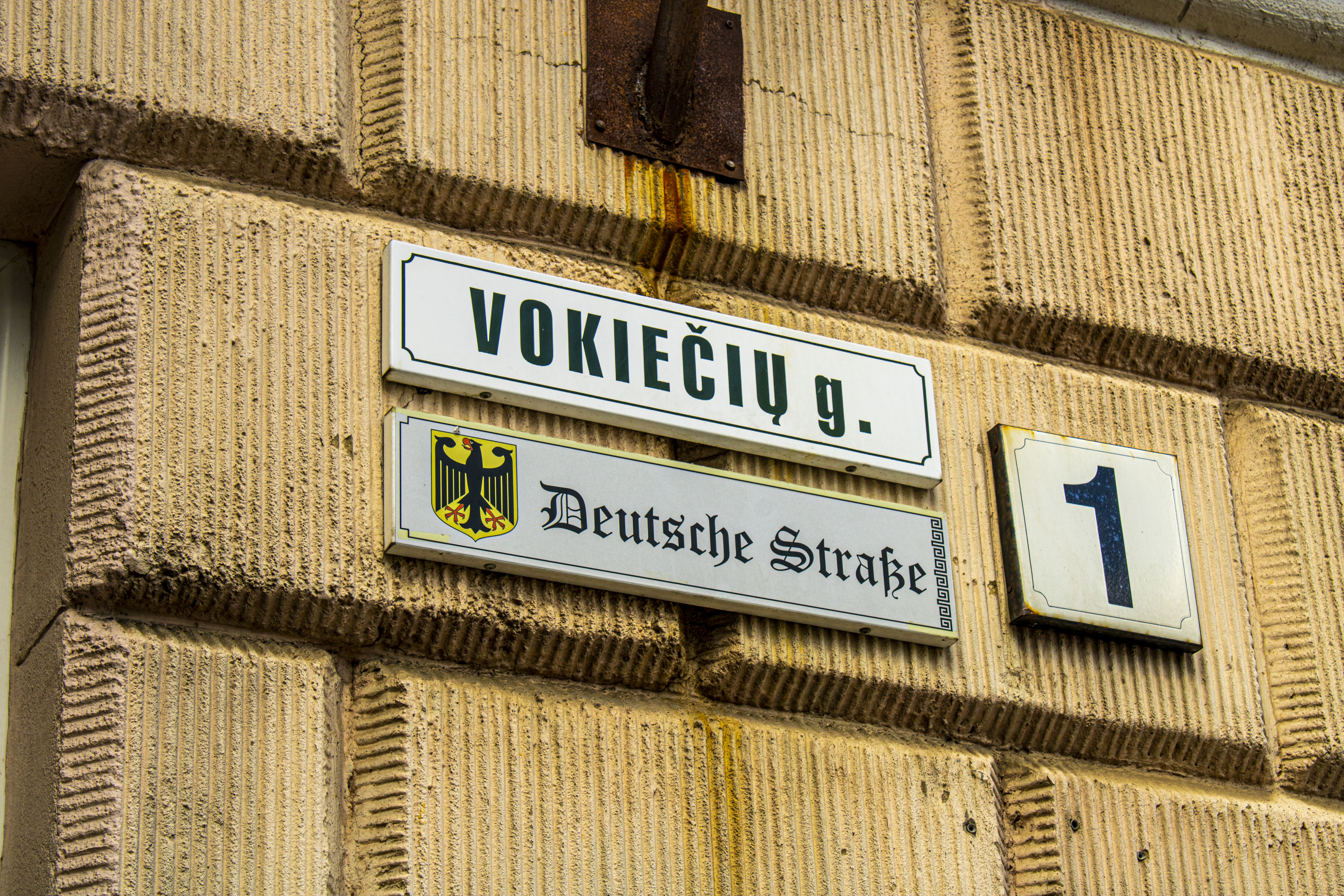

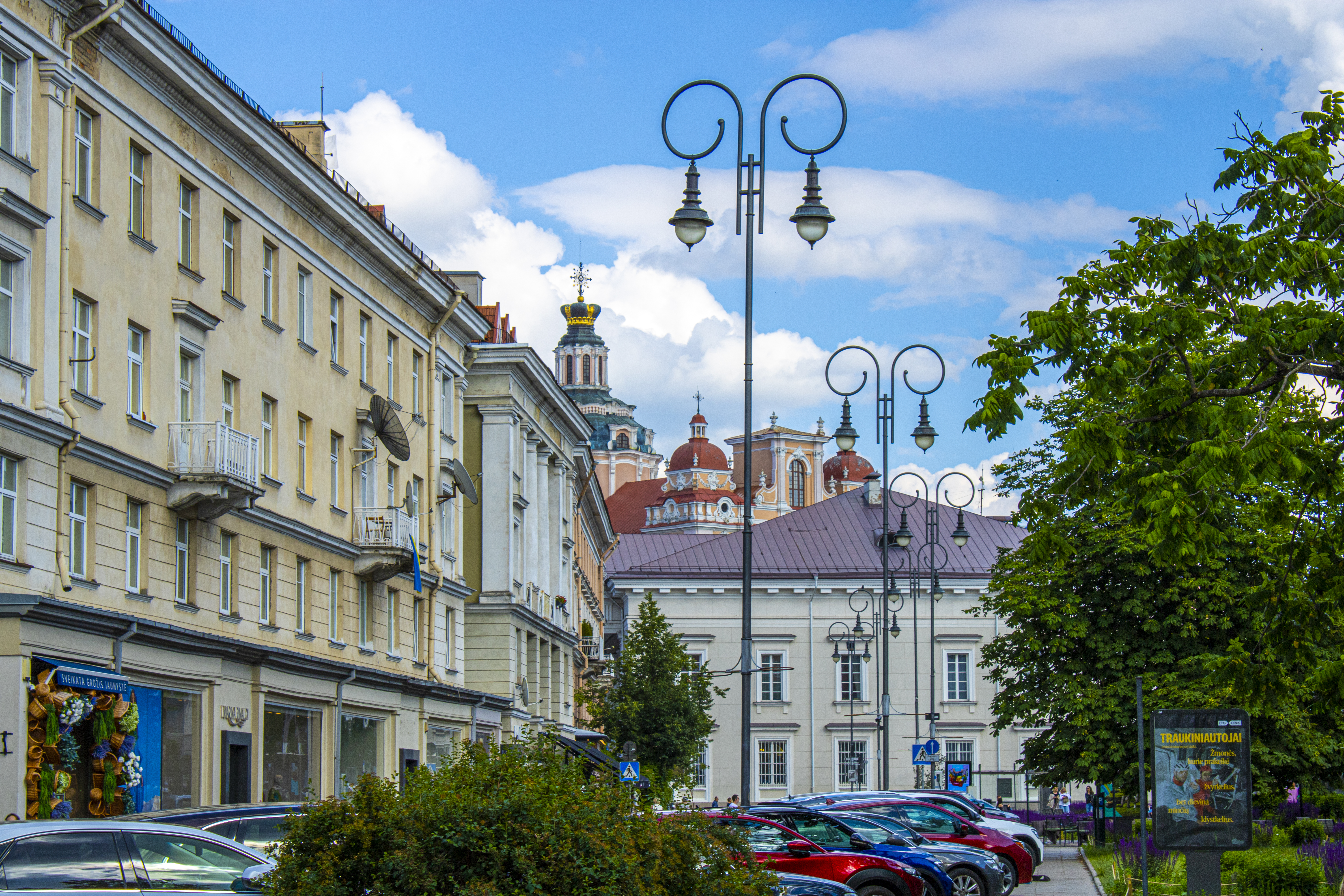

На улице в 1902 году состоялась первомайская демонстрация и схватка нескольких сотен её участников с полицией. 
В апреле 1919 года на этой улице с польскими войсками сражался отряд комсомольцев имени К. Либкнехта.. 
Во время Второй мировой войны по обеим сторонам улицы было устроено гетто. После разрушений во время войны с правой восточной стороны улицы образовались большие пустыри. По улице планировалось проложить широкую магистраль, ведущую через улицу Вильняус к Зелёному мосту. В результате улица после сноса пострадавших во время войны зданий и застройки восточной стороны в 1950—1960-х годах стала в четыре раза шире прежней.

### Чётная сторона

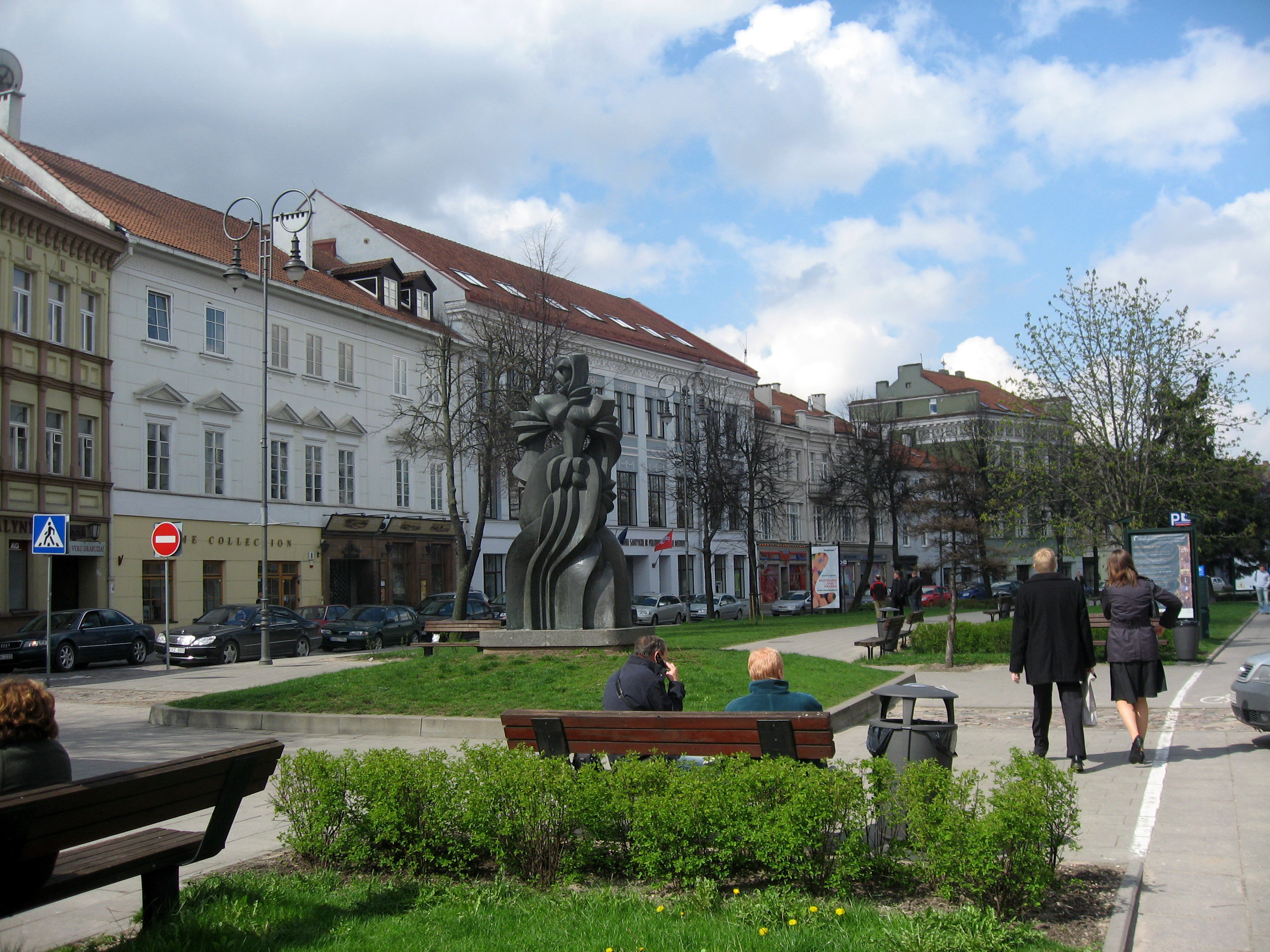
Левая сторона улицы, сквер и статуя Варвары Радзивилл (Владас Вильджюнас)

По левую западную сторону улицы сохранились старинные здания, восстановленные после войны и позднее реставрировавшиеся. В начале улицы и по правую сторону на месте сгоревших и разрушенных домов сперва была устроена большая площадь со сквером, затем на месте двух разрушенных во время войны зданий у перекрёстка с улицей Руднинку в 1965—1967 годах был выстроен Дворец художественных выставок по проекту Витаутаса Чеканаускаса общим объёмом 32700 м3 (Vokiečių g. 2). Вплотную к нему стоит трёхэтажный угловой дом старой постройки на перекрёстке с улицей Месиню, в котором помещается Фонд поддержки печати, радио и телевидения и Союз художников Литвы. В нижнем этаже располагается кафе „Savas kampas“. На бульваре напротив перекрёстка установлена статуя Варвары Радзивилл (1979; скульптор (Владас Вильджюнас)
Угловой дом трёхэтажный дом с XVI века принадлежал цеху мясников. В XIX веке здание было перестроено: был надстроен третий этаж, а фасад был соединен с фасадом соседнего дома Л. Тышкевича. Сейчас в нижнем этаже находится магазин одежды и обуви (Vokiečių g. 6). В бывшем дом казначея Л. Тышкевича на нижнем этаже дома, выходящего на улицу, расположился магазин „Home collection“ и ресторан „Čili kaimas“. Дом для Тышкевича в 1793 году был реконструирован архитектором А. Коссаковским и сохранил свой подлинный фасад (Vokiečių g. 8).
На улицу Вокечю выходит главный фасад бывшего дома Поцеев в четыре трёхэтажных корпуса, окружающих длинный прямоугольный проходной двор, выходящий на улицу Ашмянос (Vokiečių g. 8). В архитектуре здания, сооружённого в XV веке, после перестроек и ремонтов сохранились отдельные элементы готики. Дом крыт черепицей, подвалы сохранили сводчатые потолки; декор главного северо-восточного фасада, выходящего на улицу, в стиле классицизма, с неглубоким рустом на втором и третьем этажах и фризом с меандром. Во второй половине XVII века в этом доме жил лекарь Сигизмунда Вазы В. Летов, позднее его сын доктор философии и медицины Мацей Ворбек-Летов, врач Христофора Радзивилла. После пожара 1748 года дом был отстроен и считался пышным дворцом. В XVIII веке он принадлежал Поцеям; во дворе была устроена конюшня и склад. В 1954 году здание было реконструировано по проекту Юстинаса Шейбокаса, затем реставрировалось в конце 1980-х годов.

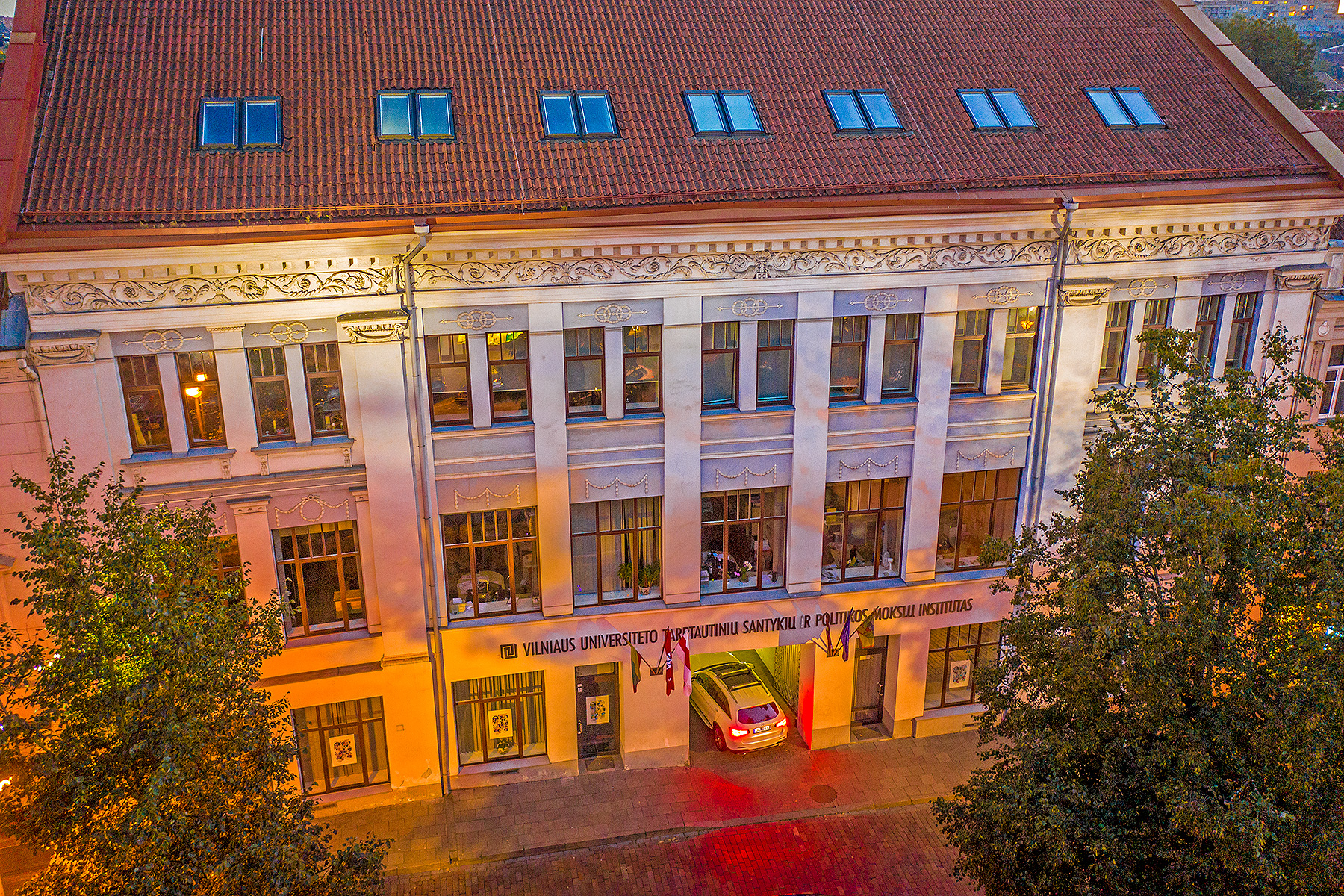
Институт международных отношений и политических наук Вильнюсского университета (ИМОПН ВУ)

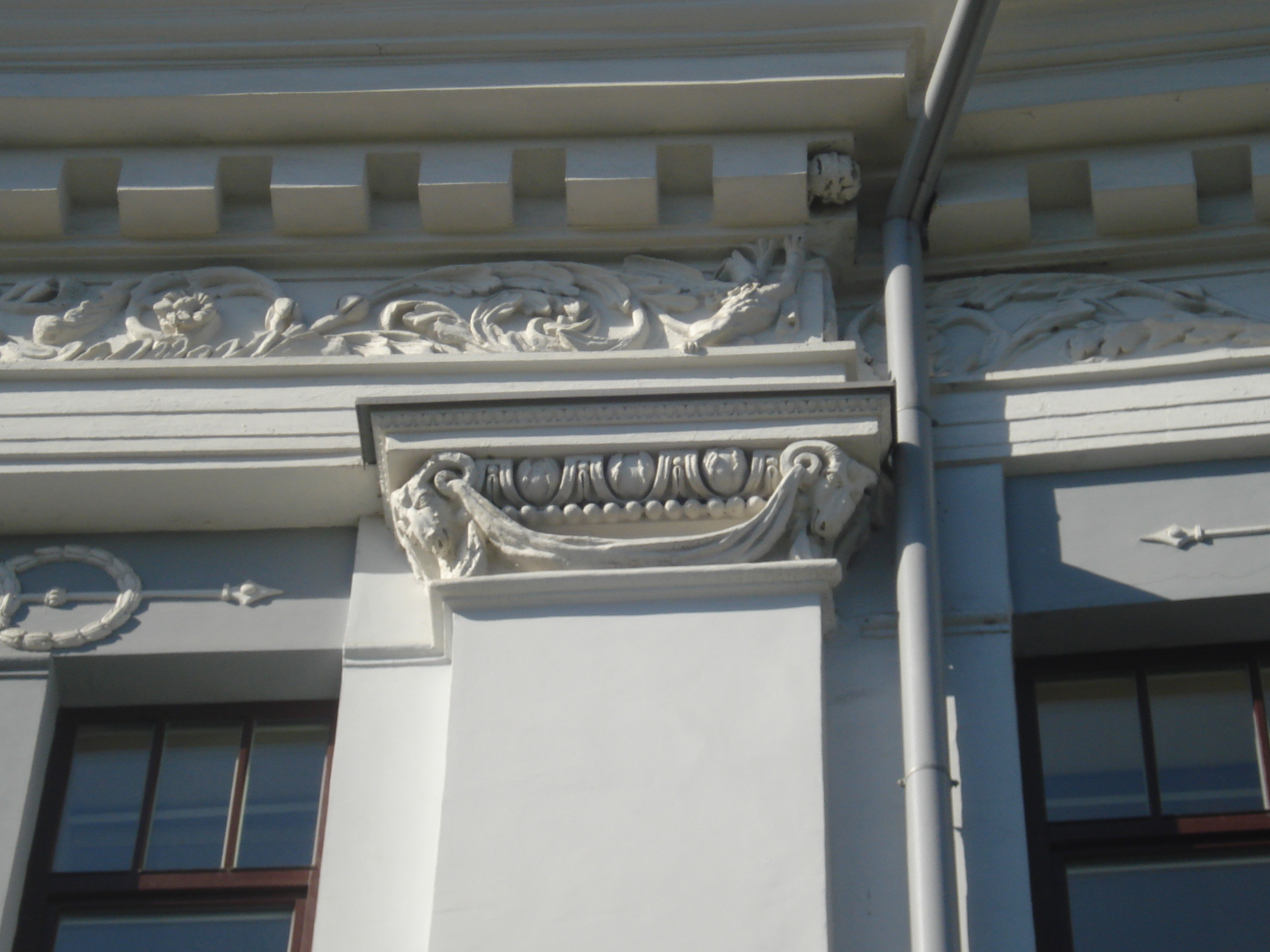
Деталь фриза дома 10

На месте нынешнего северного корпуса здания под номером 10 (Vokiečių g. 10) до середины XVII века стояло два готических дома. Позднее они были перестроены в барочном стиле, затем переделывались в манере классицизма. Они упоминались в источниках первой половины XVIII века как дворец витебского воеводы. В середине XIX века дома были трёхэтажными и принадлежали шести владельцам. В конце XIX века и начале XX века здания были перестроены. После реконструкции, проведённой в 1913 году по инициативе собственника Арона Жука дом утратил первоначальные черты классицизма и приобрёл нынешний вид с чертами бидермейера. С 1984 года по проекту архитектора Гедрюса Лауцюса был проведён капитальный ремонт и фрагментарная реконструкция внутренних помещений.; в здании обосновался Институт международных отношений и политических наук Вильнюсского университета.

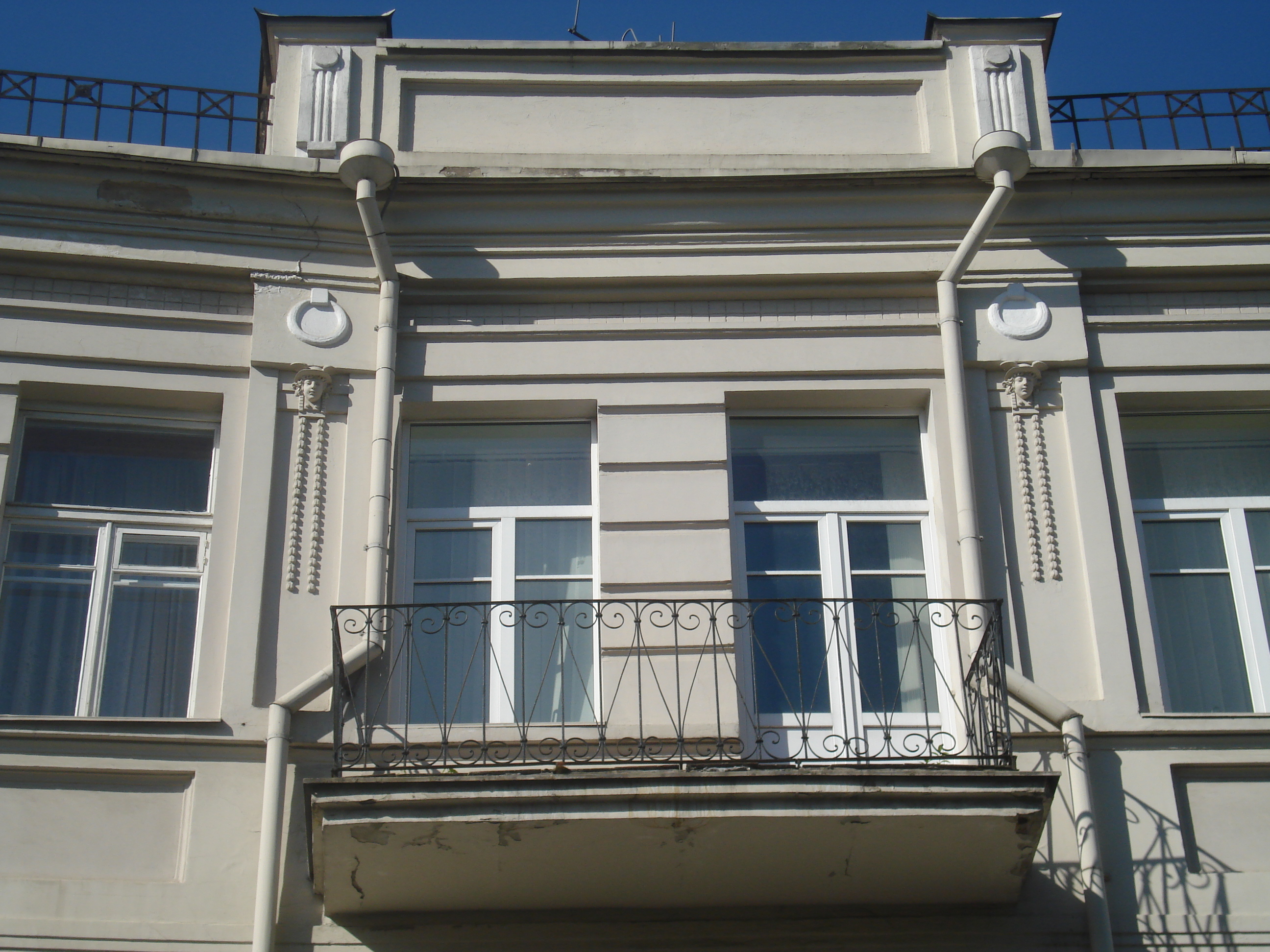
Декор дома 12

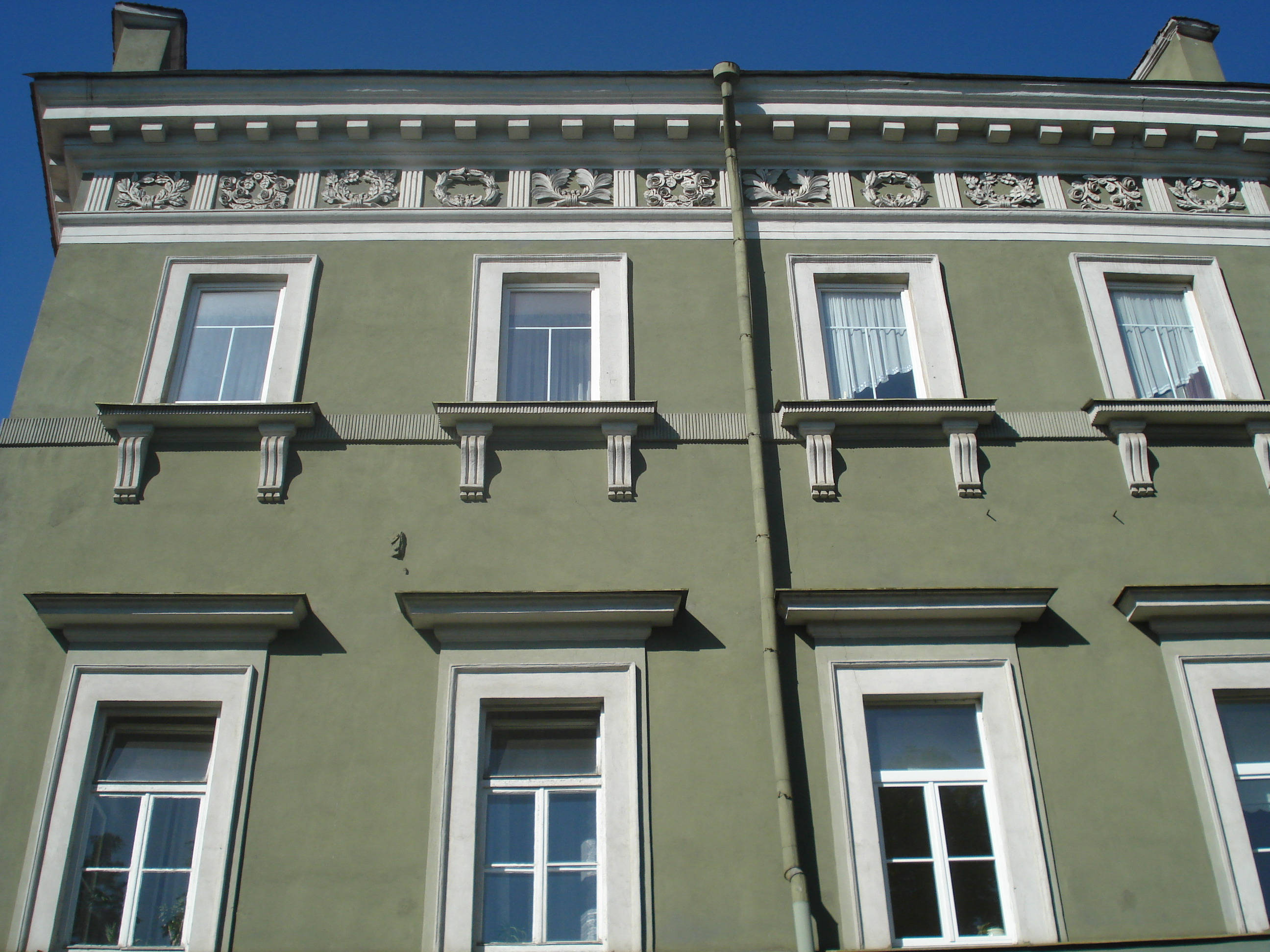
Дом 16

Нижний этаж трёхэтажного дома под номером 12 занимают казино „Olympic“ и солярий. В соседнем трёхэтажном доме с низкими воротами во двор, в давние времена принадлежавшем доминиканцам, на первом этаже салон украшений и парикмахерская (Vokiečių g. 14).

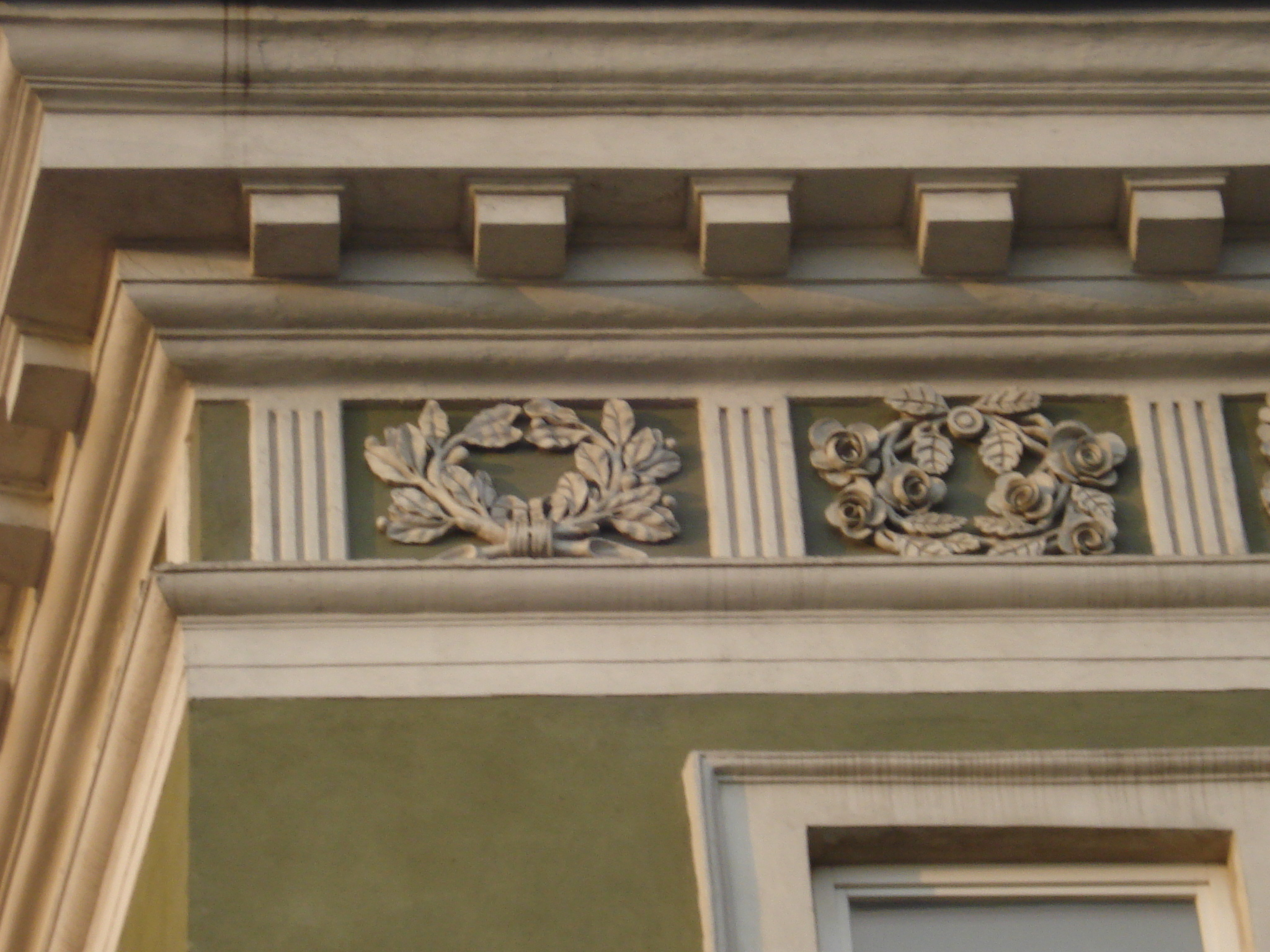
Деталь фриза с триглифами и метопами

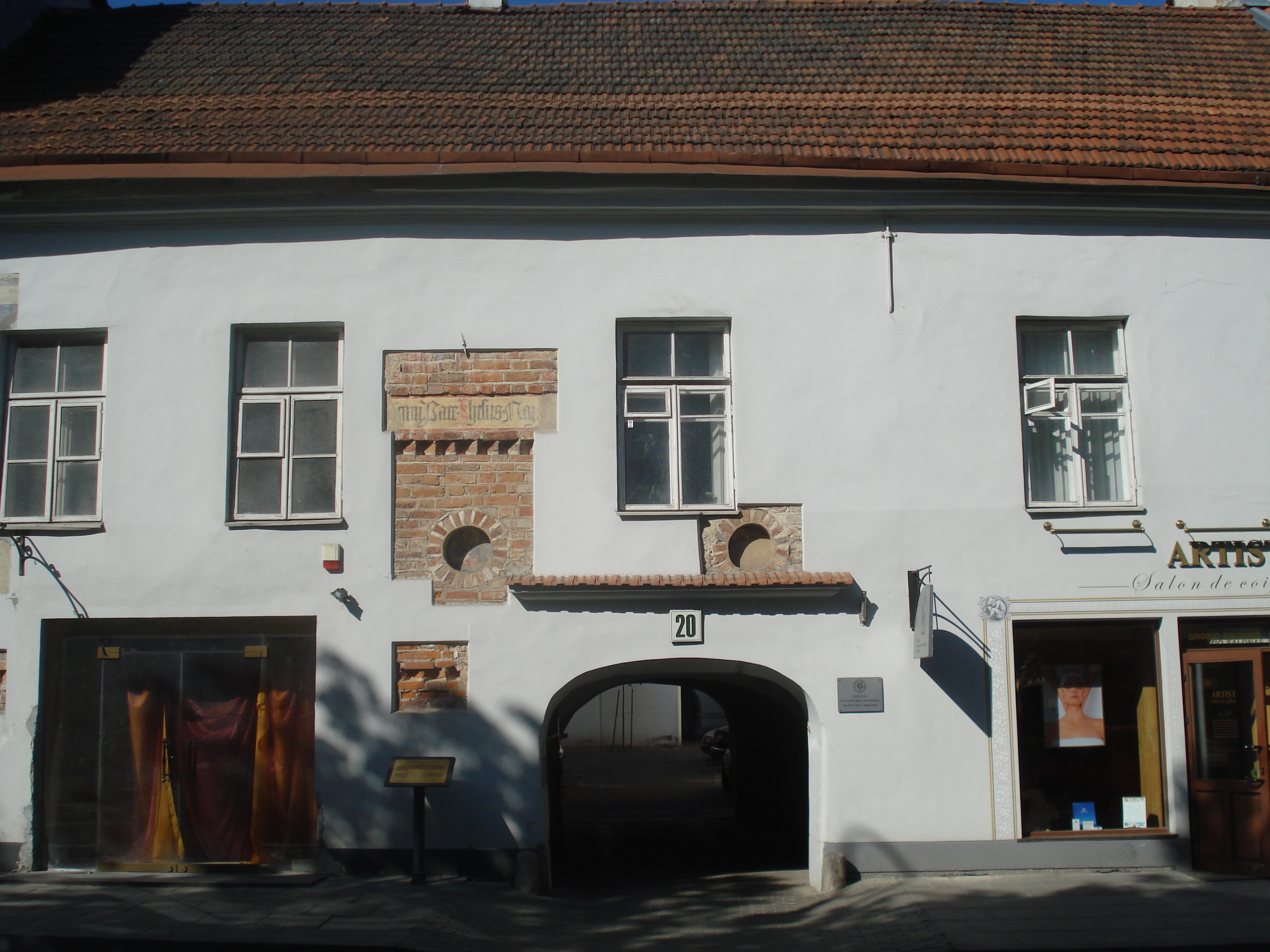
Ворота дома 20

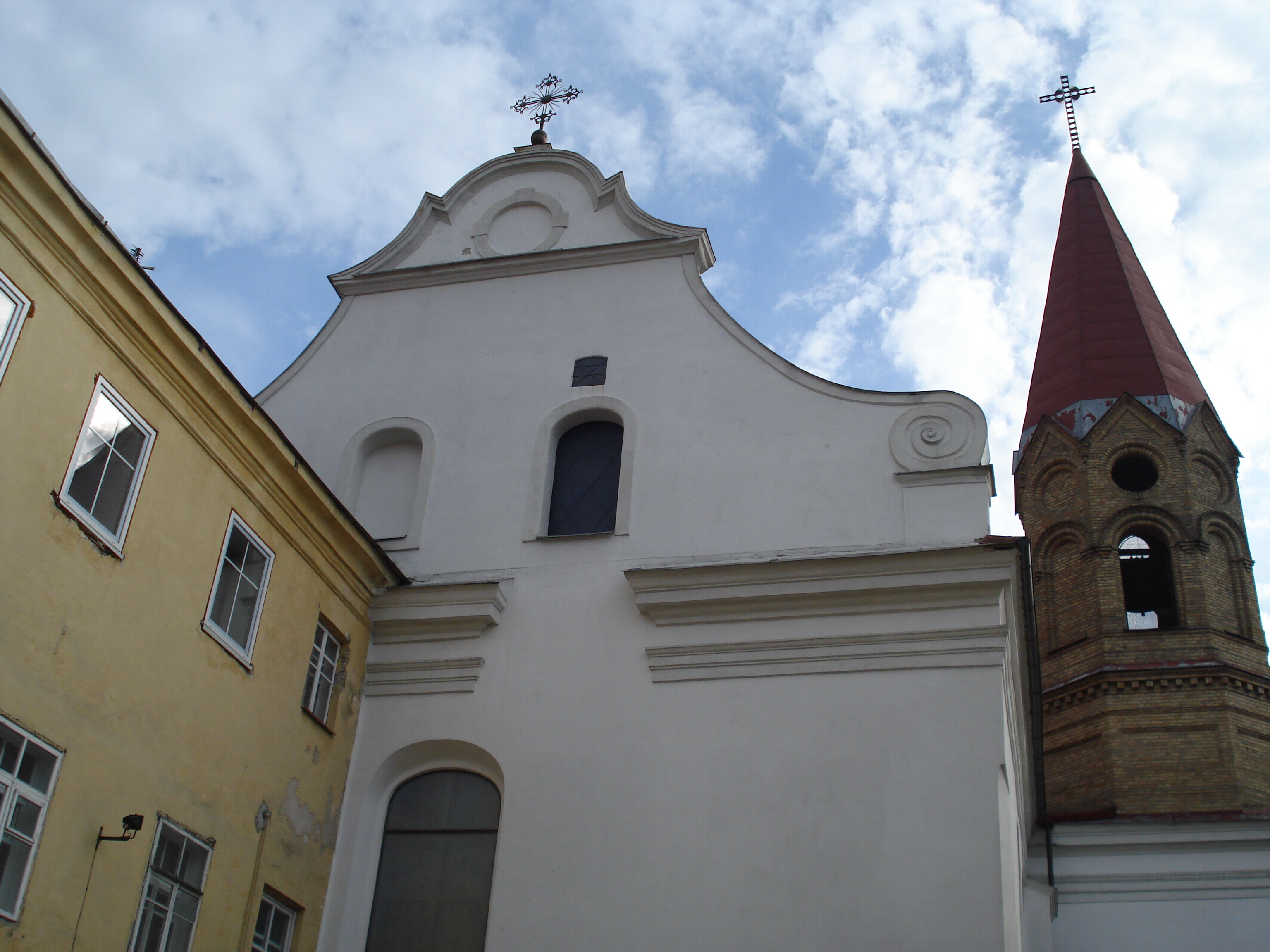
Кирха во дворе дома 20

Трёхэтажный дом под номером 16 (Vokiečių g. 16) выделяется среди соседних двухэтажных зданий высотой и более монументальными формам. Здание в три корпуса, с декоративными элементами, присущими архитектуре XVIII века, содержит элементы готики, раннего и зрелого классицизма. Главный северный фасад выдержан в стиле классицизма; наиболее наряден третий этаж с окнами, подчёркнутыми подоконниками и обрамлениями, и фризом с триглифами и метопами. Дом был построен в начале XVI века, принадлежал вельможам (Кишке, затем Поцеям). Как предполагается, был перестроен архитектором Мартином Кнакфусом и обрёл черты классицизма. По мнению других историков архитектуры Вильнюса, дом построен по проекту Лауринаса Гуцявичюса. В конце XVIII века принадлежал доктору Любощицу (Либошиц), а в начале XIX века стал собственностью монастыря мариавитов. В доме были жилые квартиры, стекольная мастерская, закусочная, торговые лавки. Восстановлен после войны, в 1960-е и в 1971—1974 годах капитально ремонтировался. В нижнем этаже сейчас находятся парикмахерская и салон нижнего белья.
Трёхэтажный дом под номером 18 стоит на углу с улицей Швянто Микалояус. По другую сторону в фактически заново построенном после войны трехэтажном здании на месте разрушенных домов в советское время действовало механизированное предприятие по ремонту обуви, а сейчас салон изделий из золота и соляриум (Vokiečių g. 18a). Дома под номерами 18а и 20 составляли комплекс зданий, примыкавших к лютеранско-евангелической церкви (кирхе), основанной в 1555 году по инициативе канцлера Великого княжества Литовского Николая Радзивилла Чёрного. В соседних домах жили преимущественно евангелики. Массивными низкие ворота дома под номером 20 ведут во двор евангелико-лютеранской кирхе; её нынешнее здание выстроено в 1662 году, реконструировалось в 1738—1744 годах и после того, как в 1993 году было возвращено верующим. Над домами улицы виднеется верхняя часть высокой (30 м) колокольни кирхи. На первом этаже старого низкого двухэтажного дома с кирхой во дворе находятся сейчас косметический салон и парикмахерская (Vokiečių g. 20.
В соседнем двухэтажном жилом доме с черепичной крышей на нижнем этаже находятся магазин книг и сувениров („Pas liuteronus“) и ресторан средиземноморской кухни (Vokiečių g. 22). В XVI веке дом принадлежал С. Попингу и назывался его именем позднее. В первой половине XVII века его приобрёл великий гетман Христофор Радзивилл и подарил лекарю Мацею Ворбек-Летову. Врач продал его лютеранской общине; лютеране устроили здесь приют (госпиталь), отчего и дом стали называть госпитальным. Здание сильно пострадало от пожаров 1737 и 1749 годов. Восстановительными работами руководил архитектор Иоганн Христофор Глаубиц. Восстановленный дом был двухэтажным, с фасадом без украшений. С конца XVIII века дом сдавался в наём. С 1858 года дом некоторое время арендовал А. Дворжец для своего жилья и типографии. Здание несколько раз ремонтировалось и перестраивалось. Перед Второй мировой войной дом был трёхэтажным, во время войны сильно пострадал. В советское время здесь на первом этаже располагалась мастерская по ремонту обуви и пивной ресторан Žemaičių alinė; часть его помещений соединялась с помещениями соседнего дома Гозия. Автор интерьера ресторана — Витаутас Ужрингис; в трёх окнах западной части фасада были витражи (художник Витаутас Галинис; не сохранились)..
Начало истории трёхэтажного здания с черепицей под номером 24 (Vokiečių g. 24) относится к 1521 году, когда виленский городничий и управляющий монетным двором Ульрих Гозий (Гозиуш) выстроил на приобретённом участке три дома больших каменных дома. Один из них стоял вдоль улицы, на месте нынешнего восточного корпуса. Здание сохранило элементы готики и ренессанса. Фасад лишён декора, лишь северо-западная выступающая часть фасада украшает ризалит между вторым и третьим этажами и треугольный фронтон. Сохранившиеся готические подвалы с многочисленными нишами и цилиндрическими сводами с люнетами после ремонта и реставрации по проекту архитектора Витаутаса Ужрингиса были соединены с подвалами соседнего дома. В них был устроен пивной ресторан „Žemaičių alinė“, сейчас — «Жямайчю смукле» „Žemaičių smuklė“.

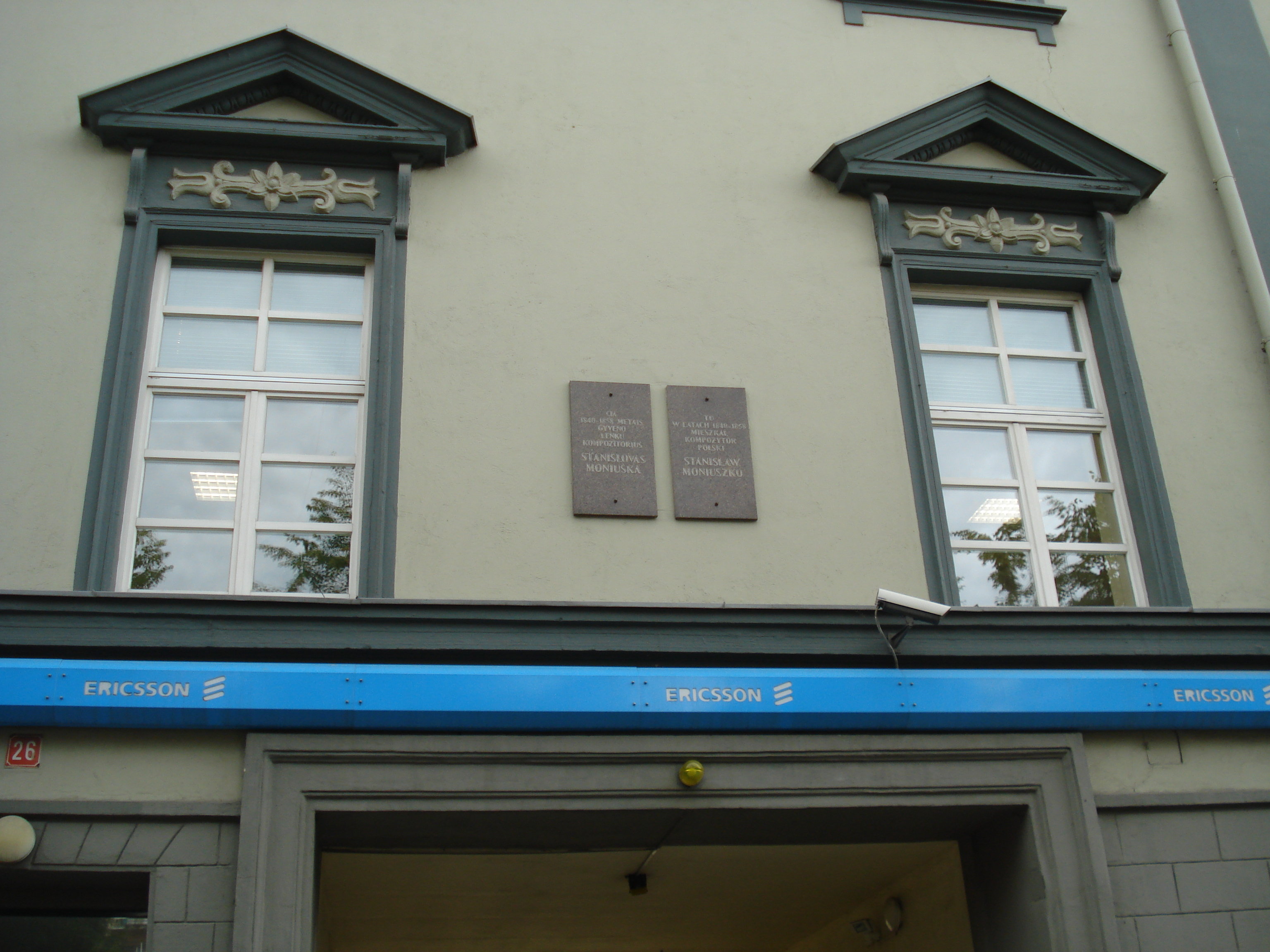
Дом Мюллера

На месте дома Мюллеров (или Миллеров; Vokiečių g. 26) в 1521 году виленский городничий Ульрих Гозий выстроил большой каменный жилой дом. Позднее он неоднократно менял хозяев (казначей Великого княжества Литовского Флемминг, Бжостовские, Поцеи), пока не стал собственностью доктора философии и медицины П. Миллера, который в 1675 году передал здание лютеранской общине. Нынешний облик здание приобрело после перестройки по проекту архитектора А. Коссаковского (1773). В XIX веке дом вернулся семейству Мюллеров. В 1840—1858 годах в этом доме жил композитор Станислав Монюшко, зять Мюллера. В просторных залах этого здания устраивались спектакли, концерты, маскарады, гастрольные выступления заграничных артистов. Здесь ставились драматические произведения Людвика Кондратовича (Сырокомли), который некоторое время жил на противоположной стороне этой же улицы. В конце XIX века дом был приобретён семьёй Венславских. В этом доме в 1896 году родился адвокат, музыкант и композитор Станислав Венславский. Дом был сожжён немцами в июле 1944 года. При восстановлении архитектурные формы здания подверглись упрощению. Сейчас в этом доме находятся адвокатская контора, отделение банка „Hansabankas“, представительство „Ericsson“ и других фирм.

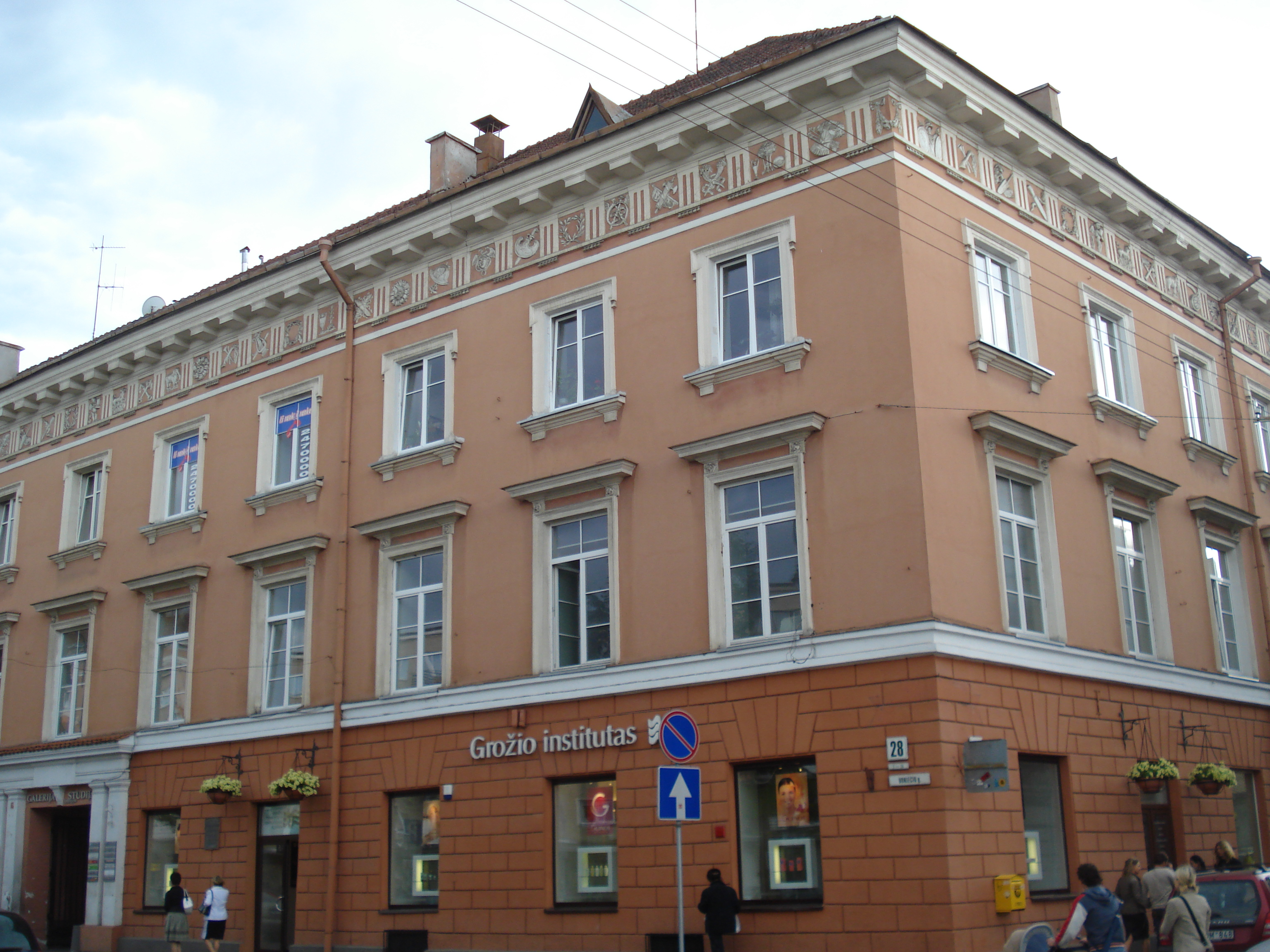
Дворец Тизенгауза (Фиттингофов)

Угловой дом под номером 28 — бывший дворец Тизенгаузов (дворец Фиттингофов, которым дом принадлежал во второй половине XIX века); выделяется массивностью и декоративными элементами фриза, характерными для XVIII века, с симметричными фасадами с выдержанным чётким ритмом окон. Линии руста придают ощущение устойчивости нижнему этажу. Прямоугольные ворота обрамляют сдвоенные дорические пилястры и антаблемент без фронтона. Основной акцент композиции фасадов образован декоративным антаблементом из карниза с модильонами и фризом, в метопах которого располагаются рельефы с мотивами военных и музыкальных атрибутов, фауны и флоры; пластика такой тематики — оригинальное явление в архитектуре классицизма в Литве. Четыре корпуса дома окружают трапециевидный, почти квадратный внутренний двор; два корпуса, выходящие на улицы Вокечю и Траку, со стороны улиц в три этажа, со стороны двора — в четыре; выходящие на двор корпуса в четыре этажа.
Упоминания о стоявшем в этом месте каменном готическом доме восходят к 1579 году. Во второй половине XVIII века здание было капитально перестроено и расширено Антонием Тизенгаузом; автором проекта перестройки мог быть служивший у Тизенгауза архитектор из Вероны Джузеппе де Сакко. После банкротства и смерти владельца (1785) дворец в 1789 году стал собственностью генеральши фон Фиттингоф (в первом браке Забелло). Здание было реконструировано в 1790 году архитектором Мартином Кнакфусом и тогда приобрело сохранившийся доныне общий план и облик с монументальными классицистскими фасадами с симметричной композицией. Во время ремонта около 1807 года под руководством Михала Шульца были переделаны интерьеры и лестницы. Здание славилось Серебряным залом на первом этаже. Во второй половине XIX века нижний этаж был приспособлен для магазинов; были изменены оконные и дверные проёмы. В межвоенный период на втором и третьем этажах была гостиница Соколовского; национализирована в 1941 году. Дом сильно пострадал во время войны (после пожара 1944 года сохранились лишь капитальные стены) и был восстановлен в 1945 году, в 1957 году — реконструирован и отреставрирован по проекту архитектора Альгимантаса Умбрасаса.. В нижнем этаже дома со стороны улицы Вокечю — кондитерская, отделение банка „Medicinos bankas“, салон красоты.

### Нечётная сторона

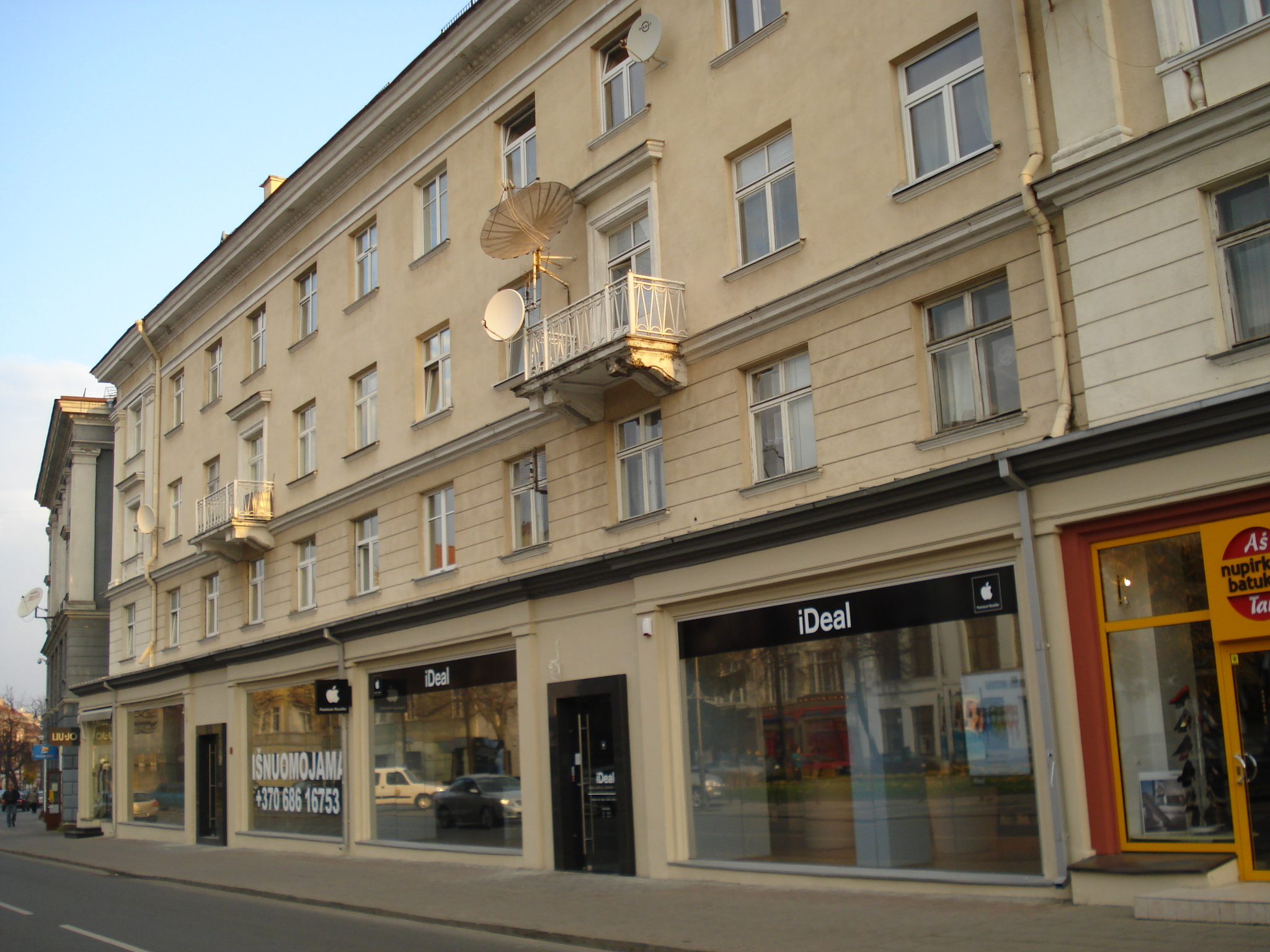
Нечётная сторона Вокечю

С правой восточной стороны после Второй мировой войны на месте руин был возведён в длину почти всей улицы четырёхэтажный жилой дом-солитер эклектичных псевдоклассицистских форм с магазинами, почтовым отделением и другими заведениями в нижних этажах (архитектор Виктор Аникин). Сейчас в нижних этажах работают салон постеров, репродукций, рам, кафе, магазины компьютерной техники, одежды, обуви, салон мобильных телефонов, почтовое отделение, отделение банка (Vokiečių g. 1—13). 
Пятиэтажный жилой дом на углу Доминикону и Вокечю (Vokiečių g. 15) на месте снесённых после Второй мировой войны остатков старых строений был построен из кирпича, покрытого штукатуркой, в 1963 году. На первом этаже помещалась сберкасса. В этом доме в 1963—1977 годах жил художник график Стасис Красаускас (заслуженный деятель искусств Литовской ССР, лауреат Государственной премии СССР) в пятикомнатной квартире № 18 на третьем этаже. В память о нём в 1982 году на основном фасаде здания была установлена мемориальная плита (автор — скульптор Константинас Богданас).
Здесь же на втором этаже в трёхкомнатной квартире № 3 в 1963—1969 годах жил писатель, народный поэт Литовской ССР Теофилис Тильвитис. В память об этом в 1975 году в углу северного фасада, выходящего на улицу Доминикону (в советское время Гарялё), была установлена мемориальная доска (автор Йоана Норейкайте).